# Battaglia di Sfacteria (1825)
La battaglia di Sfacteria (anche nota come disastro di Sfacteria) venne combattuta nella baia di Navarino fra il 29 aprile e l'8 maggio 1825, nel quadro della guerra d'indipendenza greca. La flotta turco-egiziana di Ibrāhīm Pascià represse un tentativo ellenico di bloccare la strategica baia, garantendosene il controllo per altri due anni e mezzo.

## Contesto
La guerra d'indipendenza greca ebbe inizio nel 1821, in parte su istigazione di Alì Pascià di Tepeleni, Pascià ottomano della città greca di Giannina, in parte per la presa di posizione di Alessandro Ypsilanti nei principati danubiani. Entrambi vennero sconfitti, ciò però non impedì agli insorti greci di proclamare l'indipendenza il 1º gennaio 1822 e di liberare buona parte dell'attuale Grecia continentale.
La reazione ottomana tardò sino al 1825, quando la corte di Mahmud II patteggiò con il Chedivè d'Egitto Mehmet Ali l'invio di una flotta egiziana, munita di un nutrito corpo di spedizione e affidata al figlio Ibrāhīm Pascià. Si trattava di un totale di 17 000 uomini, non pochi in quel contesto, che erano stati riorganizzati da Suleiman Pasha, un colonnello rinnegato dell'esercito di Napoleone.

## L'invasione egiziana

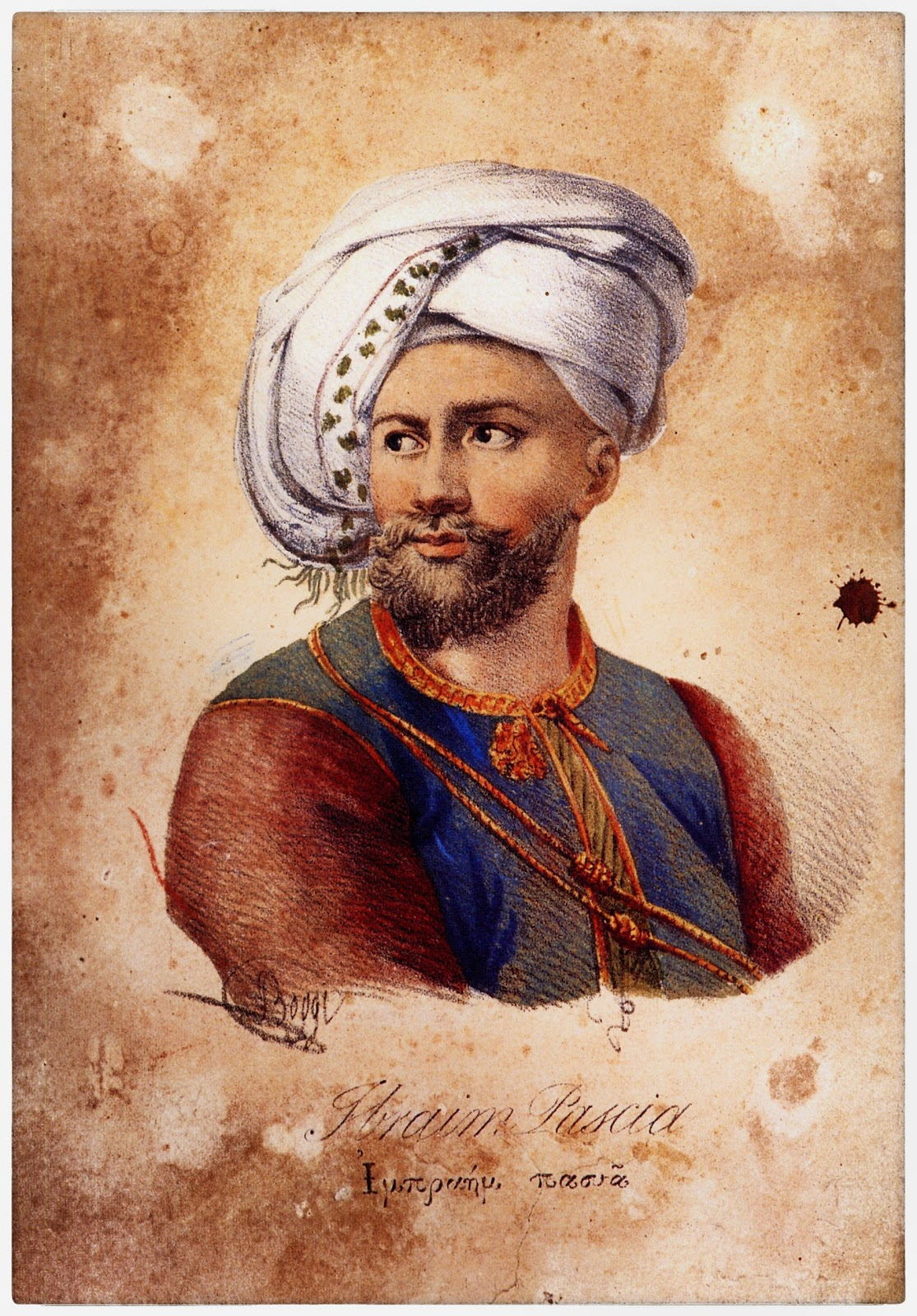
Ibrahim Pascià

Il corpo di spedizione egiziano salpò il 4 luglio 1824 ma si bloccò fra Creta e Rodi, per timore dei brulotti greci. Giunse infine di fronte a Modone, dove sbarcò, occupandola, l'11 febbraio 1825. Ciò consentì all'invasore di procedere all'invasione in due direzioni:
- verso il Golfo di Corinto, con particolare attenzione alle città di Amfissa di Focide (occupata il 4 maggio) e, soprattutto, il caposaldo di Missolungi d'Etolia, al cui assedio, iniziato il 15 aprile, vennero comandati ben 6 000 uomini, comandati da Kutahye;
- verso l'interno, in direzione delle città di Tripoli d'Arcadia (occupata e distrutta il 10 giugno), seguì Pyrgos (occupata e distrutta il 9 novembre).

L'invasione fu caratterizzata da grandi violenze verso la popolazione civile, ridotta in parte significativa in schiavitù e a tal fine condotta in Egitto.

## La tentata reazione greca

### L'azione su Modone
In questo contesto i greci tentarono di reagire con azioni di guerriglia navale, anzitutto concentrate sull'area di Modone e nella vicina Navarino. Essa costituiva una meravigliosa base navale, sostenuta dai forti veneziani e sosta naturale sulla rotta per l'Egitto. La prima azione ebbe luogo già il 21 marzo, quando Ibrāhīm Pascià venne disturbato da una flottiglia greca guidata dal Miaoulis, che distrusse alcuni navigli, ma non riuscì a sloggiarlo.

### La battaglia di Sfacteria

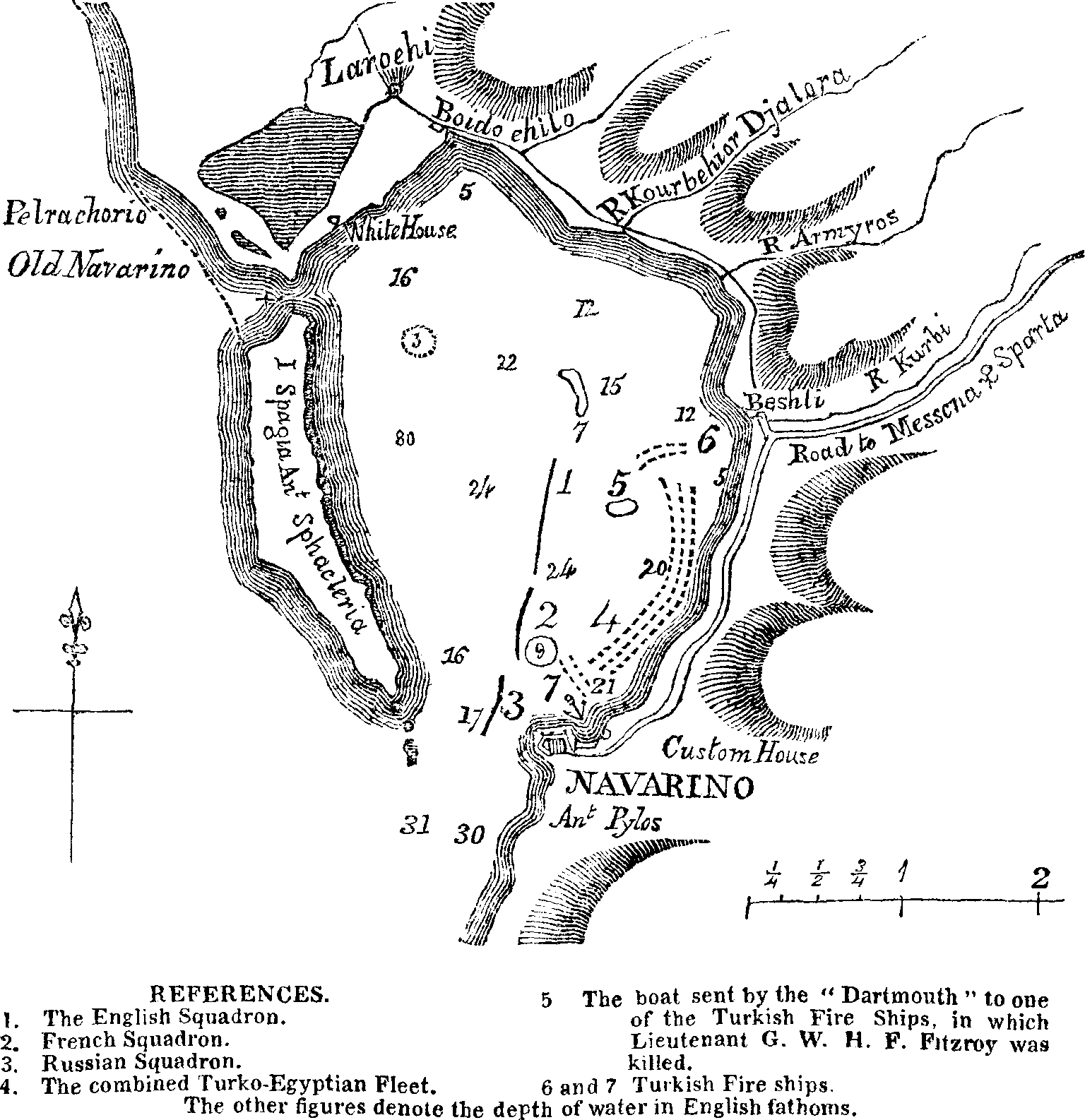
Mappa della baia di Navarino (relativa alla battaglia del 1827)

La seconda azione, più ambiziosa, venne iniziata il 26 aprile. La situazione nell'area di Modone non era ancora totalmente consolidata. I musulmani avevano conquistato il castello di Navarino, già in mano greca sin dal 7 agosto 1821. Esso comandava l'ingresso della grande baia, protetta a ponente, verso lo Ionio, dalla lunga e montagnosa isola di Sfacteria. Approfittando dell'assenza della flotta musulmana, allora lontana da Modone, gli Elleni godevano di una momentanea superiorità marittima e tentarono di bloccare il controllo della baia, assicurandosi il controllo di Sfacteria.
La flottiglia greca sbarcò circa 1500 combattenti sull'isola di Sfacteria, guidati da Alessandro Mavrokordatos, rampollo della ricca famiglia costantinopolitana dei Fanarioti. L'azione venne presto interrotta dall'inatteso ritorno della flotta musulmana, già la mattina del 26 e a ranghi interi: questo sembra aver costituito uno dei fattori del tragico fallimento ellenico. Una circostanza che costrinse l'intera flottiglia greca ad abbandonare in gran fretta l'area, con l'unica eccezione del brigantino Aris, che si trattenne nella baia per riportare verso terra quanti più fanti possibile (circa 200); ciò lo costrinse a trattenersi abbastanza a lungo da vedere bloccate le bocche della baia. L'equipaggio decise allora per una sortita disperata quello stesso 26 aprile, procurando molti danni al nemico. Restavano così bloccati sull'isola di Sfacteria diversi elleni e filelleni. Ibrāhīm Pascià non ebbe fretta: lo sbarco egiziano ebbe inizio solo alle undici del mattino dell'8 maggio 1825, al comando di Suleiman Bey. Le condizioni del presidio erano tali che l'assalto ebbe effetti devastanti, lo stesso Mavrokordatos si salvò solo gettandosi in acqua e nuotando sino alla terra ferma. Fra i molti caddero il noto partigiano Anagnostaras ed il conte Santorre di Santa Rosa, patriota piemontese in esilio.

## Conseguenze
Il castello di Navarino rimase in mano Egiziana. Gli invasori continuarono a servirsi della baia come principale approdo sino al 20 ottobre 1827, quando la flotta franco-russo-inglese annientò la squadra musulmana alla battaglia di Navarino.
I circa 200 patrioti sfuggiti alla cattura ed al feroce trattamento riservato ai prigionieri, si trovarono al comando del generale Makriyánnis, che decise di ripiegare verso la grande fortezza ancora libera di Nauplia. Qui nei pressi, ai Mulini di Nauplia (o Mulini di Lerna) presso Argo, venne raggiunto da una colonna turca che però riuscì a respingere.

## La morte di Santorre di Santa Rosa

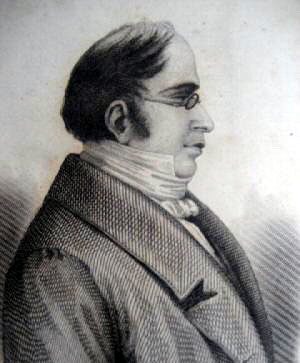
Santorre di Santa Rosa

La battaglia è sovente ricordata per la morte di Santorre di Santa Rosa. Le circostanze in cui avvenne non furono mai chiarite; d'altra parte questi, a causa dell'ostilità inglese per la presenza di noti patrioti italiani, s'era arruolato sotto il falso nome di Annibale De' Rossi, quale soldato semplice.